# Glock 17
La Glock 17 è una pistola semiautomatica prodotta a partire dal 1983 dall'azienda austriaca Glock.

## Caratteristiche
Possiede la particolare caratteristica di avere il fusto costruito con uno speciale polimero che la rende estremamente leggera in rapporto alla potenza di fuoco e resistente alla corrosione (stabilità chimica in ambienti fortemente acidi o basici superiore a quella dell'acciaio) ed agli urti. Prove di resistenza a temperature estreme (-40 +200 °C), di immersione in acqua e di caduta fino da 120 metri sono state effettuate e superate per soddisfare le rigide richieste dell'esercito austriaco, norvegese e svedese. Il carrello (trattato in Tenifer, un trattamento che evita la corrosione e l’usura di quest’elemento che è sottoposto a forte stress) e la canna sono in acciaio, il castello in polimeri, le guide per il carrello e le leve di scatto in lamiera, con un solo piccolo rinforzo in acciaio spinato al fusto in corrispondenza del blocchetto di chiusura. Un'arma ridotta alle sue sole parti essenziali, composta da 33 pezzi, facile da smontare e rimontare, robusta, affidabile, sicura, rapida nel fuoco e precisa.
Un'altra peculiarità della Glock è quella di essere priva di sicure manuali, in quanto il sistema "Safe-Action" che la caratterizza, rende impossibile esplodere un colpo in maniera accidentale:
- Sicura al grilletto. Il grilletto reca al centro un secondo grilletto che, a percussore armato, sporge da quello vero. Questo è una sicura che, quando il grilletto non viene trazionato dal dito indice, ha la sua parte posteriore in appoggio sul fusto dell'arma bloccando l'arretramento accidentale del grilletto stesso.
- Sicura al percussore. La barra laterale di scatto ha una appendice superiore che va ad agire su un pistoncino posto sul cielo del carrello, posteriormente alla faccia dell'otturatore. Quando il grilletto viene trazionato, la barra arretra e solleva il pistoncino rendendo possibile il completo avanzamento del percussore lanciato. Se il pistoncino non viene sollevato dalla barra, il percussore non può avanzare per colpire l'innesco della cartuccia.
- Sicura della barra di scatto. La barra impegna una sporgenza presente sulla coda del percussore ed è bloccata verso l'alto, trattenendo il percussore. Se la barra non arretra sotto la pressione del grilletto, la stessa non può abbassarsi e quindi il percussore non può far detonare la cartuccia. Dopo aver camerato la prima cartuccia, il tiratore punta la pistola sul bersaglio e, senza dover effettuare alcuna ulteriore manovra, preme il grilletto per esplodere il colpo. L'unica sicura esterna è una levetta integrata nel grilletto, tirando entrambi dopo una breve corsa viene tolta la prima sicura e, continuando nella trazione, si arma il percussore lanciato e vengono quindi disinserite le due sicure automatiche interne. Questo primo movimento è simile ad una doppia azione, dopodiché, continuando a trazionare il grilletto, scatta il percussore già armato. Dopo lo sparo la canna ed il carrello rinculano assieme per circa 3 millimetri, dopodiché si svincolano e, mentre la canna si ferma, il carrello prosegue la sua corsa completando il ciclo di riarmo della pistola. Rilasciando completamente il grilletto si reinseriscono automaticamente tutte le sicure.

Con poche ma significative migliorie, durante gli anni vi è stata un'evoluzione della Glock 17, fino a giungere, nel 2017, alla produzione della 5ª generazione.

## Varianti
- Glock 17: modello standard
- Glock 17 C: versione compensata, presenta due asole sulla canna e due corrispondenti sul carrello che consentono lo sfogo di parte dei gas di sparo riducendo il rilevamento verso l'alto.
- Glock 17 L: versione con canna da 153 mm e sistema di scatto accuratizzato.
- Glock 17 A: versione con canna da 120 mm e caricatore da 10 colpi.
- Glock 17 S: versione con sicura.
- Glock 17 T: versione d'addestramento in dotazione alle forze armate, realizzata con telaio di colore blu per essere identificata come arma non letale, utilizza proiettili di vernice o di gomma.
- Glock 17 P: versione d'addestramento utilizzata per il combattimento a mani nude, realizzata con telaio di colore rosso, non può camerare cartucce.
- Glock 17 Pro: versione per il mercato finlandese, è dotata di mire luminescenti al trizio, volata della canna sporgente dal carrello filettata, caricatore più capiente.
- Glock 17 DK: versione per il mercato danese, ha dimensioni maggiori, è dotata di canna da 122,5 mm e raggiunge una lunghezza totale di 210 mm.
- Glock 17 MB: versione con sistema ambidestro per il rilascio del caricatore.
- Glock 17 FTO: versione con la volata della canna sporgente dal carrello filettata.
- Glock 17 FS : versione con fresature di presa frontali e sgancio carrello maggiorato

## Utilizzo
È stata adottata come pistola d'ordinanza  da corpi speciali delle forze armate e forze di polizia in tutto il mondo, come ad esempio il G.I.S. dell'Arma dei Carabinieri.
Coi suoi vari modelli e calibri, al 2008 occupava il 65% del mercato delle forze di polizia statunitensi.